# Lijf om lijf
Lijf om lijf is een stripalbum dat voor het eerst is uitgegeven in maart 2004 met Grégory Mardon als schrijver, tekenaar en inkleurder. Deze uitgave werd uitgegeven door Dupuis in de collectie vrije vlucht.